# Bertaucourt-Epourdon
Bertaucourt-Epourdon település Franciaországban, Aisne megyében. Lakosainak száma 586 fő (2022. január 1.). Bertaucourt-Epourdon Andelain, Charmes, Deuillet, Fressancourt, Rogécourt és Saint-Gobain községekkel határos.

## Népesség
A település népességének változása:
| Lakosok száma | 482  | 489  | 462  | 541  | 615  | 614  | 604  | 593  | 592  | 586  |
|               | 1968 | 1982 | 1990 | 2006 | 2013 | 2015 | 2017 | 2019 | 2020 | 2022 |